# Denisowianin

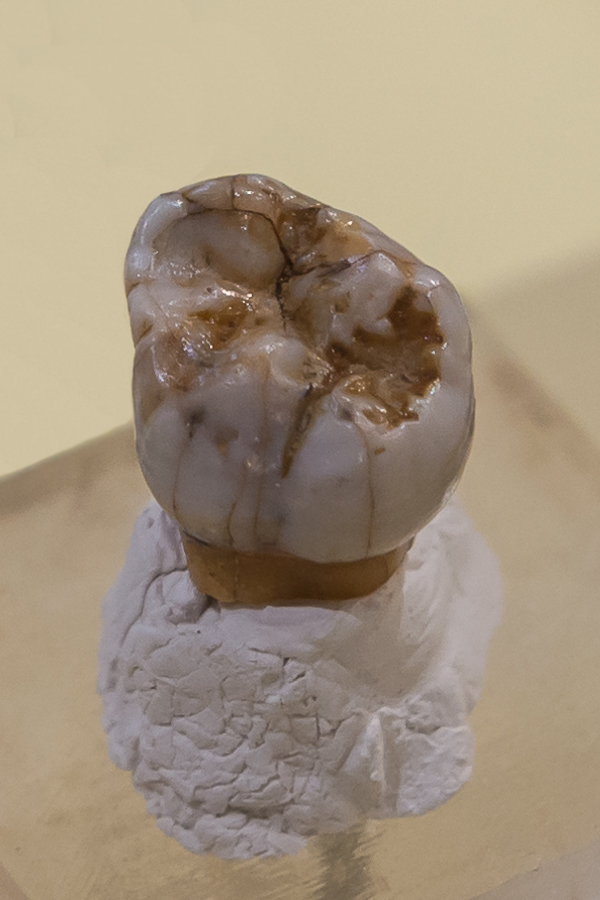
Ząb trzonowy denisowianina

Człowiek z Denisowej Jaskini, denisowianin – niezdefiniowany co do rangi systematycznej takson z rodzaju człowiek (Homo) z epoki paleolitu opisany w 2010 r. Zidentyfikowany został w oparciu o analizę molekularną mitochondrialnego DNA z dwóch zębów i kości palca u ręki. Szczątki należały do osobników, które żyły około 41 tys. lat temu. Znaleziono je w Denisowej Jaskini w paśmie górskim Ałtaj na Syberii. Jak wykazały badania, palec i zęby należały do dwóch różnych osób. Jedną z nich było zidentyfikowane na podstawie DNA z małego palca u ręki dziecko płci żeńskiej między piątym a siódmym rokiem życia. Denisowianie wykazywali niskie zróżnicowanie genetyczne, z drugiej zaś strony wysoki i zróżnicowany poziom hybrydyzacji z neandertalczykiem oraz innym (nieznanym dotąd) archaicznym przedstawicielem rodzaju Homo. Przedstawiciele Homo sapiens z Azji i Oceanii wykazują domieszkę genetyczną denisowian, u Papuasów jest ona najwyższa i wynosi ok. 6%.
W 2008 w Denisowej Jaskini na Syberii znaleziono dwa fragmenty kamiennej bransolety wykonanej z zielonego, prześwitującego chlorytu. Badania tego artefaktu i jego kontekstu archeologicznego pozwoliły w 2015 oszacować, że pochodzi sprzed około 40 000 lat. Tym samym wiek tej ozdoby (będącej w momencie opublikowania datowania najstarszą znaną bransoletą kamienną świata) wskazywał na to, że została wykonana przez denisowian. Widoczne są przy tym duże umiejętności wytwórcy, a wywiercony w niej otwór wykonano szybko obracającym się wiertłem.  Otwór ten był miejscem zawieszenia jakiegoś dodatkowego elementu. Zabytek jest przechowywany w muzeum historii i kultury ludów Syberii w Nowosybirsku.
W 2013 roku została zbadana kość udowa osobnika sprzed 400 000 lat, znaleziona w jaskini Sima de los Huesos w Hiszpanii, uważanego za neandertalczyka lub Homo heidelbergensis. Analiza DNA wykazała bliższe pokrewieństwo do ludzi z Denisowej Jaskini niż neandertalczyków.
Wykonane w 2022 roku badania znalezionego w jaskini Cobra Cave w Laosie zęba wskazują, że należał on prawdopodobnie do denisowiańskiego dziecka, żyjącego pomiędzy 164 a 131 tysięcy lat temu. Byłby to pierwszy fizyczny dowód na to, że denisowianie zamieszkiwali południowo–wschodnią Azję. Hipotezę tę potwierdziły w 2025 roku badania żuchwy hominida zwanego Penghu 1 z Tajwanu, które potwierdziły, iż był on denisowianinem.